# Saint-Romain-sur-Cher
Saint-Romain-sur-Cher är en kommun i departementet Loir-et-Cher i regionen Centre-Val de Loire i de centrala delarna av Frankrike. Kommunen ligger i kantonen Saint-Aignan som tillhör arrondissementet Romorantin-Lanthenay. År 2022 hade Saint-Romain-sur-Cher 1 458 invånare.

## Befolkningsutveckling
Antalet invånare i kommunen Saint-Romain-sur-Cher
| Referens: INSEE |